# VOR (navigation aérienne)
Pour les articles homonymes, voir VOR.
 (juillet 2022).
Si vous disposez d'ouvrages ou d'articles de référence ou si vous connaissez des sites web de qualité traitant du thème abordé ici, merci de compléter l'article en donnant les références utiles à sa vérifiabilité et en les liant à la section « Notes et références ».

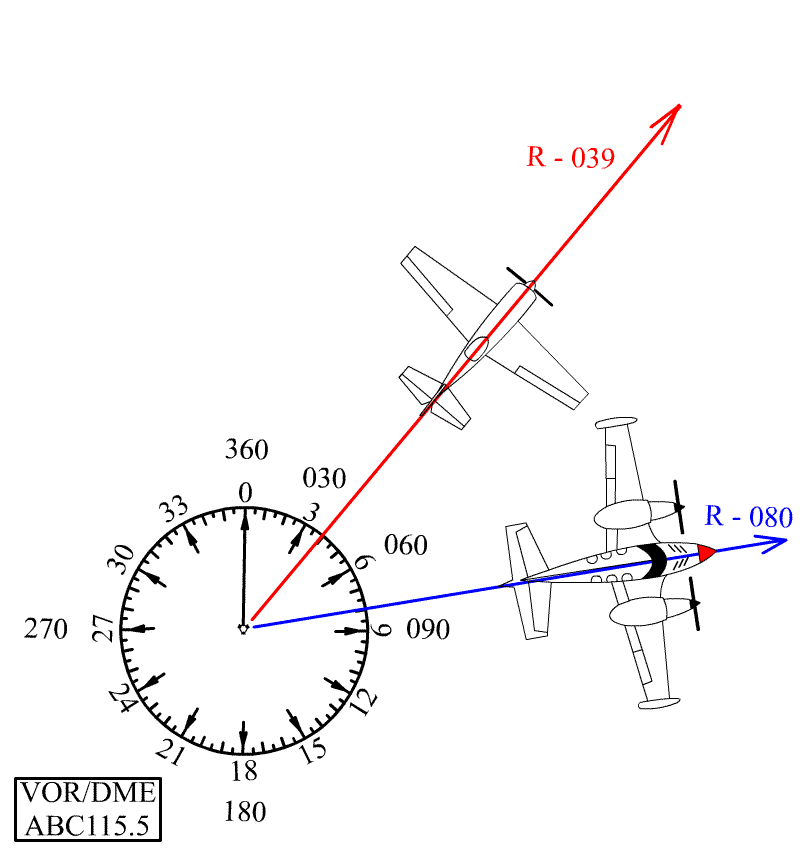
Deux azimuts relatifs à une balise VOR

Le VOR (abréviation de VHF omnidirectional range) ou radiophare omnidirectionnel VHF est un système de positionnement radioélectrique utilisé en navigation aérienne et fonctionnant avec les fréquences VHF (ou UHF pour les militaires).
Un récepteur VOR permet de déterminer un relèvement magnétique par rapport à une station au sol (balise émetteur VOR dont la position est connue), et donc le radial sur lequel le récepteur (donc l'avion) est situé, à savoir, son QDR. Par déduction, il permet de suivre n'importe quelle route passant par la station (en rapprochement ou en éloignement de celle-ci), ou même de déterminer la position exacte de l'avion en utilisant deux balises VOR (intersection de radiaux) ou un DME (intersection d'un radial et d'un arc DME).
La route magnétique est l'angle orienté du Nord magnétique vers la trajectoire que suit l'avion. Par exemple, la route d'un avion se déplaçant vers l'est est égale à 90°.

## Description
La station au sol utilise la gamme de fréquences VHF de 108 à 117,95 MHz. 
Plus intéressant que le radiocompas, le VOR est moins soumis aux perturbations extérieures, telles que celle de l'ionosphère ou encore celles des nuages. 
Sa portée radioélectrique est évaluée souvent en aviation grâce à la formule
{\displaystyle {\text{portée (NM)}}=1{,}23\times {\sqrt {\text{hauteur (ft)}}}}
ou
{\displaystyle {\text{portée (km)}}=4{,}1\times {\sqrt {\text{hauteur (m)}}}}.
Les balises VOR émettent avec une puissance de 100 W PAR sur la bande 108,00 à 117,95 MHz avec un pas de 50 kHz, :
- les balises VOR : Dans la bande de 108,20 à 111,85 MHz ne sont utilisés que les décimales paires (les canaux 108 & 108,05 ne sont pas utilisés pour éviter les interférences avec la FM) ; dans la bande 112,00 MHz à 117,95 MHz tous les canaux peuvent être utilisés.

Exemples : 108,20 MHz - 108,25 MHz - .108,45 (VOR en route ABB)... 109,00 (VOR d'approche LEQ) ... - 111,80 MHz - 111,85 MHz ;
- Instrument Landing System : système d'aide à l'atterrissage, bande de 108,10 à 111,95 MHz avec décimale impaire ;

Exemples : 108,10 MHz - 108,15 MHz - 108,30 MHz - ... - 111,90 MHz - 111,95 MHz ;
Il y a donc 158 canaux pour le système VOR et 40 canaux pour le système ILS.

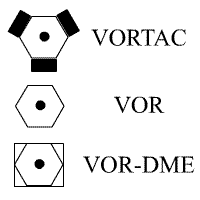
Symboles utilisés

De plus, deux technologies de VOR existent pour l'émission (qui émettent évidemment des signaux identiques du point de vue du récepteur) :
- le VOR/C (Classique ou Conventionnel) ;
- le VOR/D (Doppler) : moins sensible aux phénomènes de multi-trajet.

Dans le monde, environ 90 % des stations VOR sont couplées à une station DME (Distance Measuring Equipment) permettant ainsi à l'avion de connaître aussi la distance directe qui le sépare du VOR-DME. Aux USA, le couplage VOR DME est systématique ; en France, beaucoup moins.
On assiste, en France, dans les années 2020 et suivantes, à la mise hors service de nombreux VORs : OL, AMB, PTV, BSN et bien d'autres.

## Principe général du VOR
Pour réduire l'influence du sol sur le diagramme de rayonnement, la station VOR émet en polarisation horizontale.
La réception d'une seule station permet d'obtenir le relèvement de la balise. qui permet d'accéder à la valeur du QDR (angle à la balise entre le nord magnétique et l'avion).
Le signal émis appartient à la bande de fréquences 108 et 118 MHz. La porteuse est modulée en amplitude (30 %) par une sous-porteuse à 9 960 Hz elle-même modulée en fréquence par un signal de 30 Hz. L'ensemble du signal obtenu est modulé en amplitude (30 %) par un autre signal de 30 Hz.
Le fait d'avoir choisi la même fréquence de 30 Hz permet de faire une comparaison de phase entre les deux signaux informatifs. Cette phase est l'image directe du relèvement de la balise. Elle peut évoluer de 0° à 360°. Pour ce faire, on emploie l'un des signaux comme référence. Celui-ci est émis de manière omnidirectionnelle. Le second est quant à lui dit variable car il est émis de manière directionnelle, tournant avec une vitesse de rotation de 30 t/s. Les modulations et la rotation du diagramme sont ajustées de sorte que le déphasage et donc le relèvement soit nul pour un avion situé dans le nord magnétique de la station.
Les 4 exemples de la figure ci-dessus, indiquent les déphasages dans les quatre directions : N, E, S et W.
À cela s'ajoute une modulation d'amplitude (≤ 10 %) pour l'identification de la station (code morse), et éventuellement une modulation pour de la phonie (≤ 30 %). Ces deux modulations sont émises de manière omnidirectionnelle. Elles permettent au pilote de vérifier l'identité de la balise sélectionnée et son bon fonctionnement.

## Principe du VOR/C
Le VOR/C utilise un aérien constitué d'au moins deux groupes d'éléments rayonnants. L'un d'eux permet une émission omnidirectionnelle, c'est celui-ci qui diffuse l'information de référence. À l'inverse, l'autre groupe d'éléments permet un rayonnement directionnel. Son diagramme "tourne" à 30 t/s. C'est ce second groupe qui sert à transmettre l'information variable.
Pour réaliser la rotation du diagramme variable, il y a deux solutions : une rotation mécanique ou une composition de 2 diagrammes d'antennes complémentaires avec une modulation électronique.
La version mécanique consiste à faire tourner une antenne dipôle demie onde à 30 t/s avec une alimentation de porteuse pure. Mais cela pose des problèmes d'usure des roulements et des connexions HF.
Les versions récentes de VOR exploitent donc la solution statique, dans laquelle la rotation est obtenue par modulation d'amplitude en quadrature.

## Principe (simplifié) du VOR/D
Il utilise l'effet Doppler. Son principe est l'inverse du VOR/C. Sur un VOR/D, le signal omnidirectionnel est modulé en AM et le signal directionnel en FM. L'information de phase "tourne" à l'envers pour que le signal soit identique vu d'un récepteur embarqué.
S'il est plus compliqué et plus cher à l'installation, Le VOR/D apporte néanmoins l'avantage d'une moindre sensibilité aux multi-trajets engendrés par les réflexions sur des obstacles. La structure des radiales est plus robuste.
Le VOR/D utilise une antenne centrale entourée par des antennes périphériques (généralement 48) disposées sur un cercle de 6,75 m de rayon.
- L'antenne centrale émet la porteuse (f0) modulée en amplitude (30 Hz)
- Deux antennes tournantes diamétralement opposées émettent l'une en bande latérale supérieure et l'autre en bande latérale inférieure.

Sans rotation, la combinaison de ces trois signaux donne au loin une porteuse modulée en amplitude à 30 Hz et à 9960 Hz.
Le fait de faire tourner les antennes qui émettent les bandes latérales autour de l'antenne centrale crée une variation de phase VHF. l'indice de modulation est proportionnel au rayon de l'antenne. Avec R = 6,75 m, on obtient un indice de modulation de 16 en milieu de bande VHF. La fréquence de rotation des antennes latérales est de 30 tr/s, générant ainsi la modulation de fréquence du 9960 Hz. Une rotation réelle impliquerait une vitesse périphérique d'environ 4 500 km/h, c'est pourquoi on procède par commutation électronique d'une successions d'antennes. Le nombre d'antennes est choisi de sorte à limiter les effets du repliement du spectre (limitation de Shannon). Le séquencement de la commutation et la forme du courant d'alimentation des antennes périphériques sont choisis pour limiter occupation spectrale, saut de phase et modulation parasite.
Finalement :
- la modulation d'amplitude est omnidirectionnelle : elle est créée par l'antenne centrale avec une phase identique quelle que soit la direction.
- le signal modulé en fréquence est directionnel : sa phase varie en fonction de la direction.

## Installations au sol

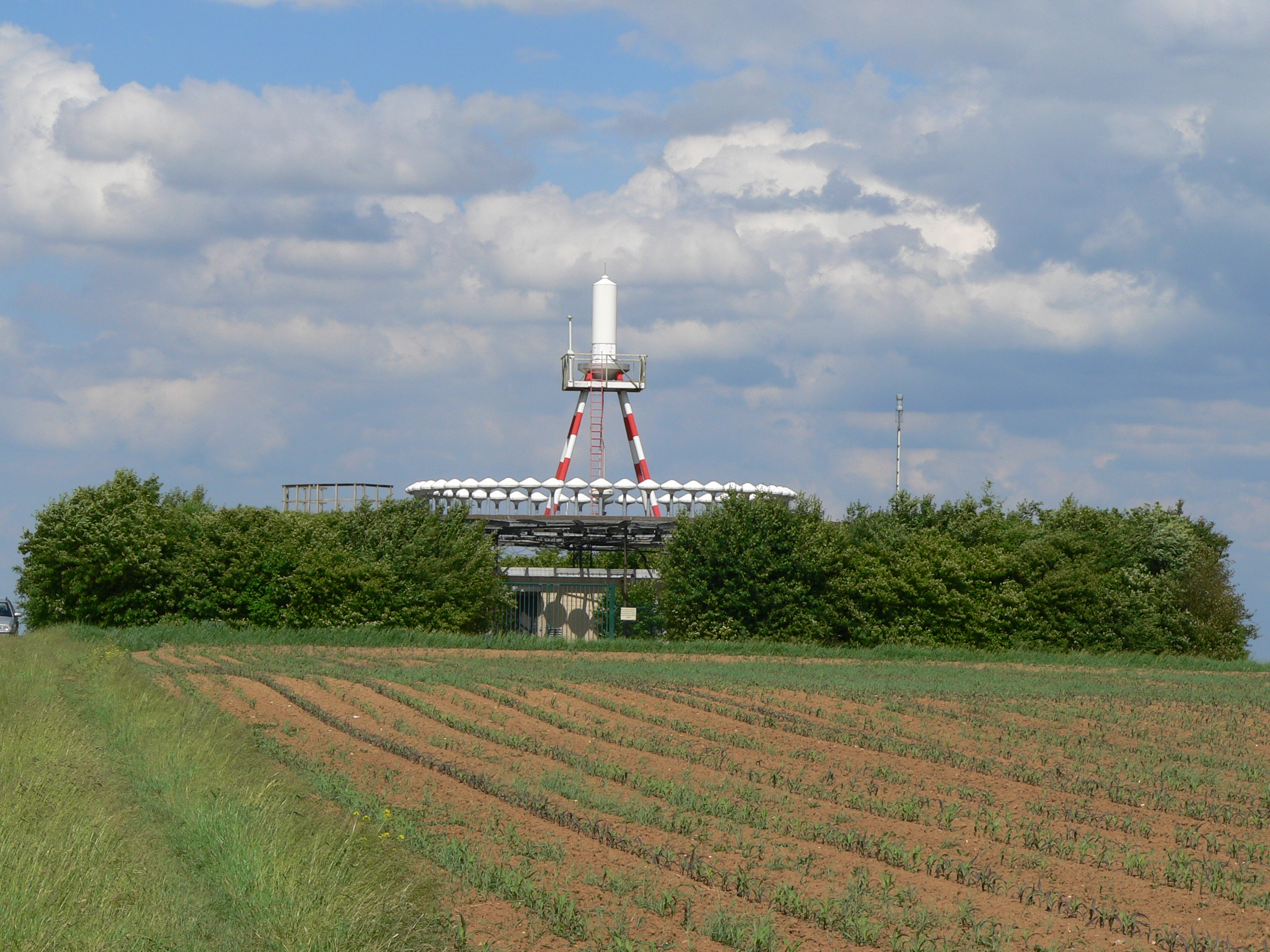
VORTAC TGO (TANGO) près de Stuttgart en Allemagne
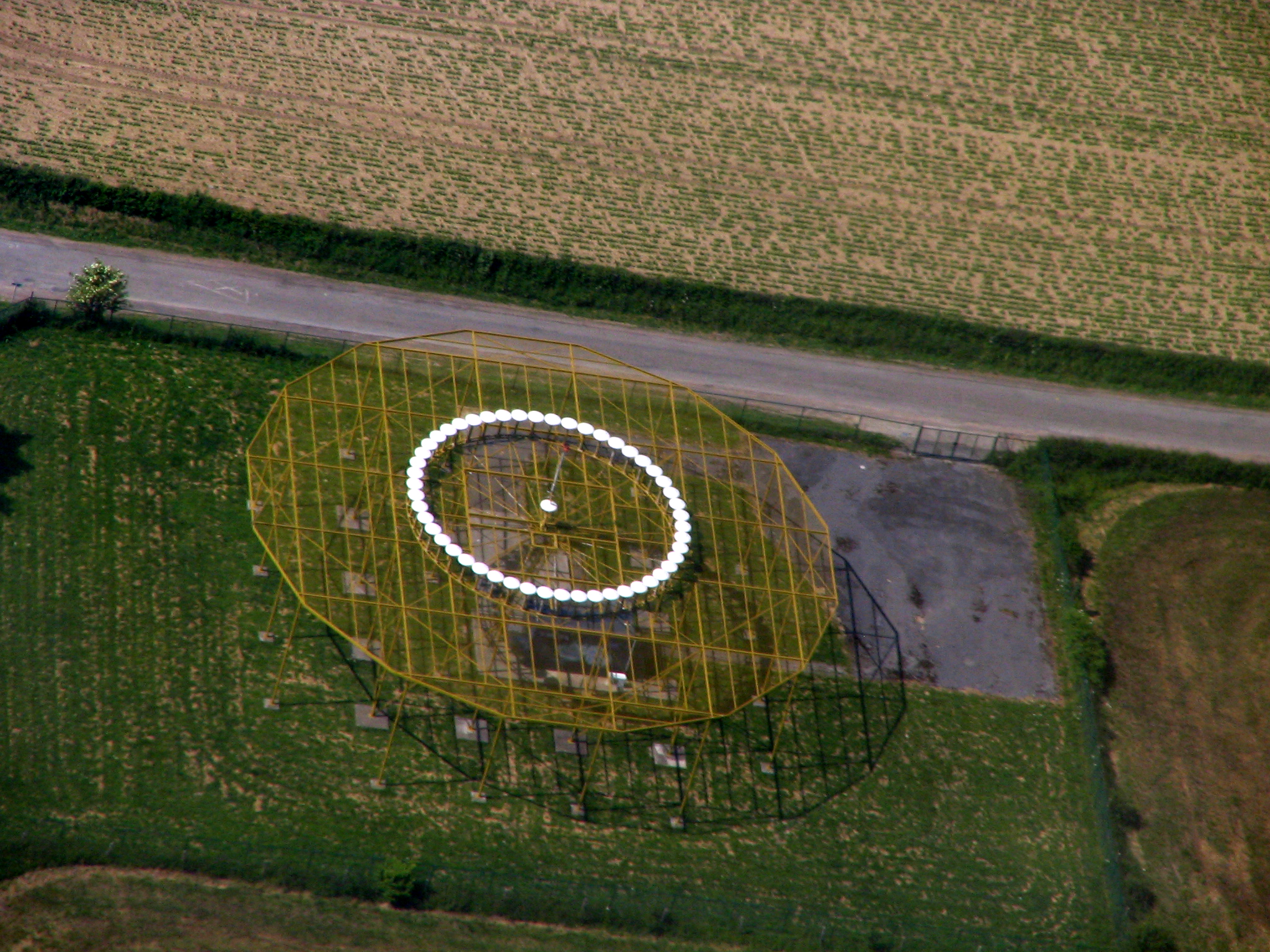
Vue aérienne d'un ensemble d'antenne d'une balise VOR de Sprimont "SPI" en Belgique
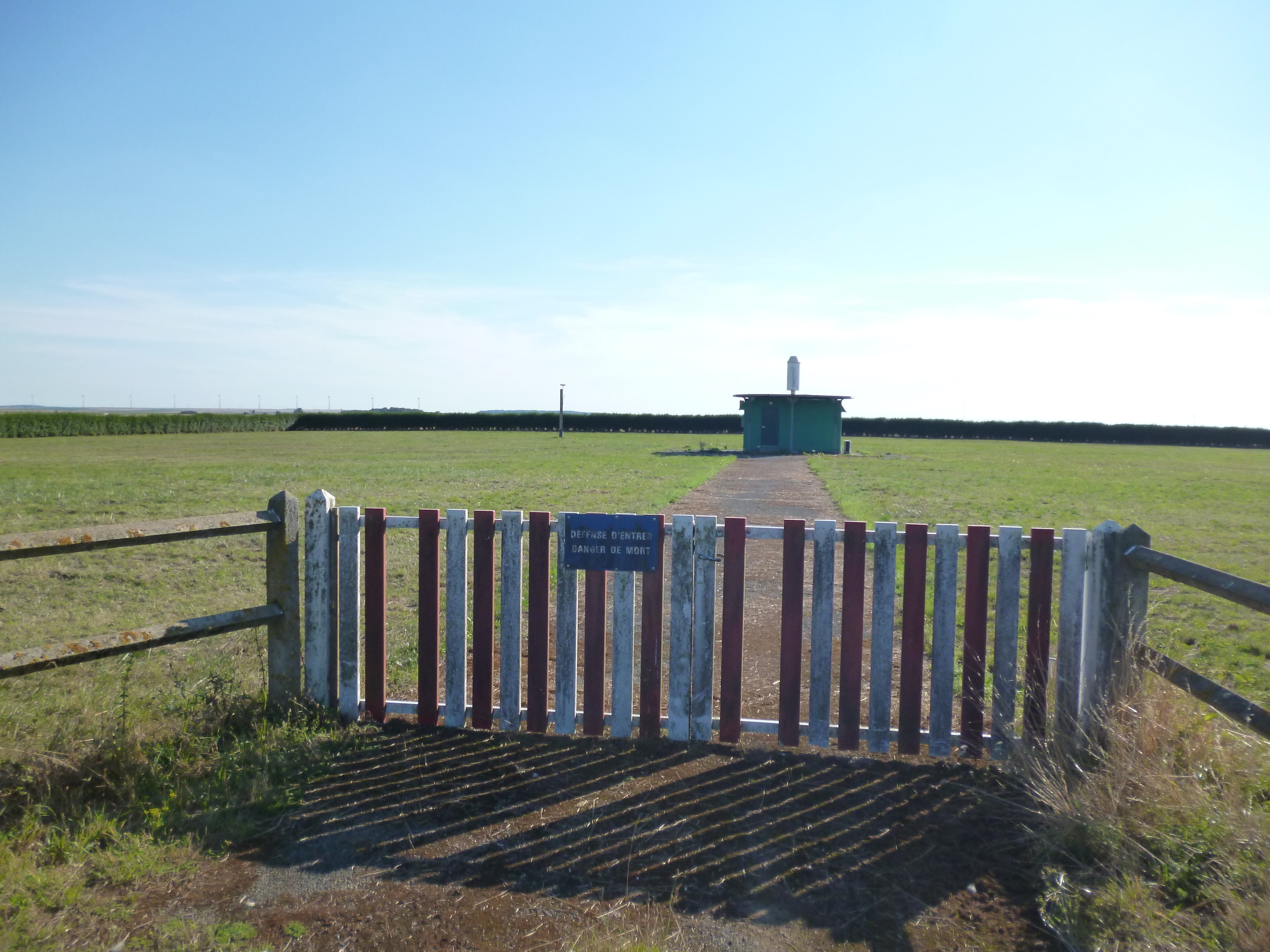
VOR situé sur la commune de Maignelay-Montigny (Oise), immatriculé MTD (Montdidier).

## Les différents types d'indicateurs V.O.R
Le QDR trouvé par le VOR peut être indiqué au pilote de diverses façons.
- R.M.I (Radio Magnetic Indicator) : son rôle est de lier l'information V.O.R au cap avion. Il se compose d'une rose des caps et d'une aiguille pour l'indication VOR proprement dite. La rose des cap est généralement alimentée par la vanne de flux. En cas de panne de la rose des caps (vanne de flux, par exemple), l'indication numérique du radial reste correcte, mais le gisement est faux. L'aiguille n'indique donc pas la direction de la station. Le RMI peut éventuellement être doté d'une seconde aiguille lié à l'ADF (Automatic Direction Finder). Certains RMI ont deux aiguilles que l'on peut associer à l'un ou à l'autre VOR ou à l'un ou à l'autre ADF.

- O.B.I (Omni Bearing Indicator) : il se compose d'une fenêtre indiquant la route affichée, un indicateur to-from, une aiguille de déviation droite-gauche et un indicateur d'alarme qui apparait lorsque le signal est insuffisant, qu'il n'y a pas de signal ou que le récepteur est en panne.